# Utilizzatori del Douglas DC-8

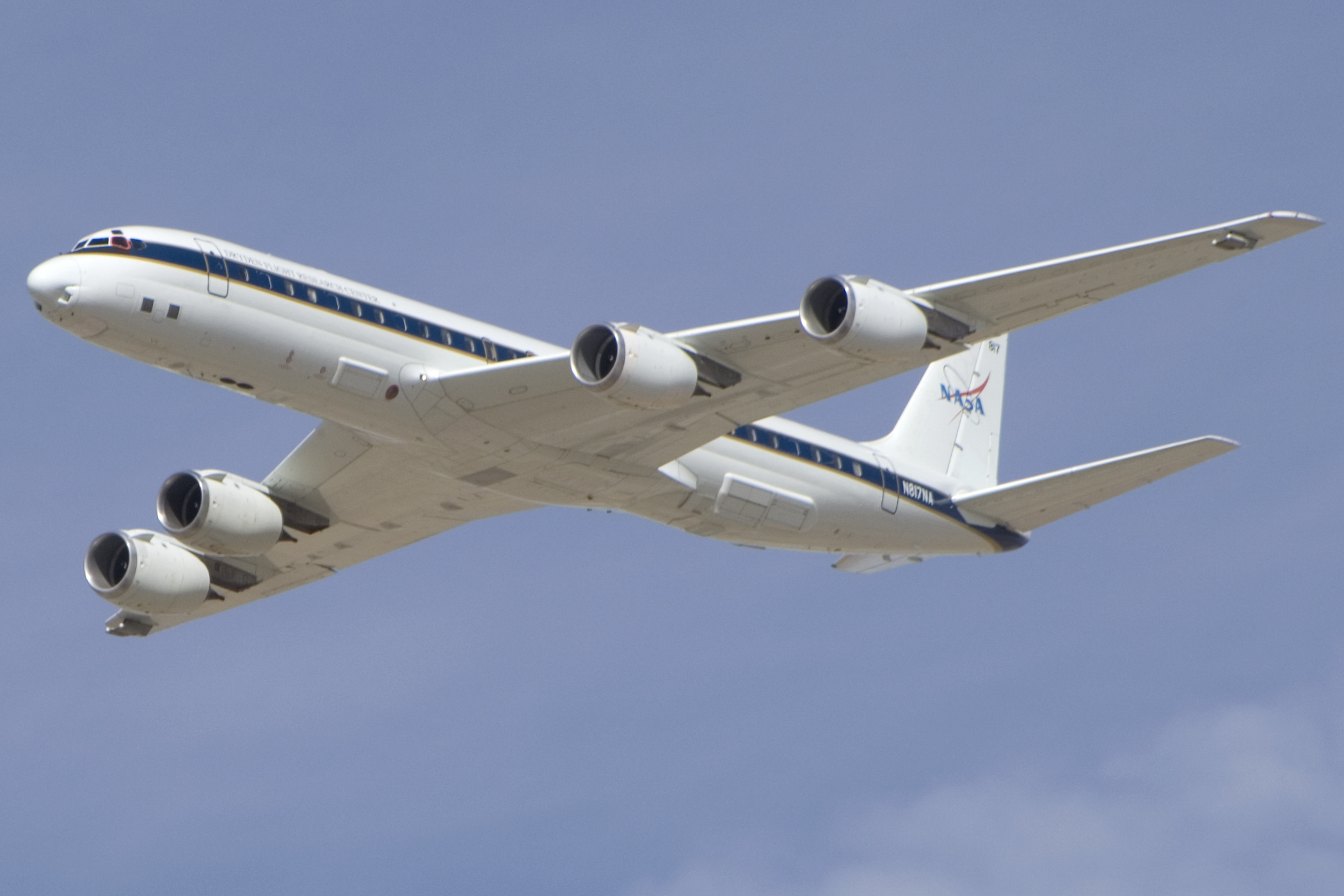
Un Douglas DC-8 della NASA, uno degli ultimi utilizzatori di questo tipo di aereo.

Il Douglas DC-8, indicato anche come McDonnell Douglas DC-8, è un aereo di linea e cargo quadrimotore a getto sviluppato dall'azienda aeronautica statunitense Douglas Aircraft Company dal 1958 al 1972. La Douglas Aircraft Company iniziò lo sviluppo di un suo jet fin dal 1957, nella speranza di anticipare la Boeing, che stava facendo lo stesso con il futuro Boeing 707, ma i notevoli problemi al motore ne ritardarono l'uscita di undici mesi, così che quando i problemi furono risolti, il 707 si era già accaparrato gran parte del mercato.
Il velivolo ebbe un discreto successo, specialmente con l'ultima versione, che allora era la più grande al mondo e che fu adottata anche dall'Alitalia.
L'ultimo esemplare di DC-8, il 556°, fu consegnato il 13 maggio 1972, quindici anni dopo il primo, anche in considerazione del fatto che, nel frattempo, erano arrivati sul mercato aerei a grande capacità come il nuovo Boeing 747. 
Il 21 agosto 1961, durante un test di volo, un Douglas DC-8 ruppe il muro del suono a Mach 1,012 in volo di discesa da 41 088 ft. A detta dei tecnici la cosa non era stata prevista, tuttavia il fatto dimostrò che il DC-8 aerodinamicamente ne era all'altezza. Diventò così il primo aereo passeggeri ad aver superato la barriera del suono, prima del Tupolev Tu-144 e del Concorde.

## Ordini e consegne
Legenda tabella:
- O/C: Ordini e consegne.
- OP: Esemplari operativi.

Note:
- dati aggiornati al febbraio 2024[1][2][3];
- il numero degli esemplari operativi è da considerarsi una stima più o meno accurata;
- alcuni utilizzatori hanno più aerei operativi che ordinati. Ciò è dovuto al fatto che le compagnie hanno comprato velivoli di seconda mano o hanno effettuato leasing, e questi non risultano come ufficiali nel conteggio degli ordini;
- gli esemplari della serie -70 sono il risultato di conversioni di esemplari della serie -60, per questo sono listati come -60;
- il Douglas DC-8 non è più in produzione, tutti gli esemplari ordinati sono stati consegnati.

| Compagnia                 | Compagnia                       | DC-8-10 | DC-8-10 | DC-8-20 | DC-8-20 | DC-8-30 | DC-8-30 | DC-8-40 | DC-8-40 | DC-8-50/50C | DC-8-50/50C | DC-8-50F | DC-8-50F | DC-8-61/61C | DC-8-61/61C | DC-8-62/62C | DC-8-62/62C | DC-8-62F | DC-8-62F | DC-8-63/63C | DC-8-63/63C | DC-8-63F | DC-8-63F | TOTALE | TOTALE |
| Stato                     | Nome                            | O/C     | OP      | O/C     | OP      | O/C     | OP      | O/C     | OP      | O/C         | OP          | O/C      | OP       | O/C         | OP          | O/C         | OP          | O/C      | OP       | O/C         | OP          | O/C      | OP       | O/C    | OP     |
| ------------------------- | ------------------------------- | ------- | ------- | ------- | ------- | ------- | ------- | ------- | ------- | ----------- | ----------- | -------- | -------- | ----------- | ----------- | ----------- | ----------- | -------- | -------- | ----------- | ----------- | -------- | -------- | ------ | ------ |
| Messico (bandiera)        | Aeromexico                      |         |         | 1       |         |         |         |         |         | 6           |             |          |          |             |             |             |             |          |          |             |             |          |          | 7      |        |
| Costa d'Avorio (bandiera) | Air Afrique                     |         |         |         |         |         |         |         |         | 3           |             |          |          |             |             |             |             |          |          | 1           |             |          |          | 4      |        |
| Portogallo (bandiera)     | Air Atlantis                    |         |         |         |         |         |         |         |         |             |             |          |          |             |             |             |             |          |          | 3           |             |          |          | 3      |        |
| Canada (bandiera)         | Air Canada                      |         |         |         |         |         |         | 11      |         | 11          |             |          |          | 7           |             |             |             |          |          | 13          |             |          |          | 42     |        |
| Nuova Zelanda (bandiera)  | Air New Zealand                 |         |         |         |         |         |         |         |         | 5           |             |          |          |             |             |             |             |          |          |             |             |          |          | 5      |        |
| Stati Uniti (bandiera)    | Airlift International           |         |         |         |         |         |         |         |         | 2           |             |          |          |             |             |             |             |          |          | 4           |             |          |          | 6      |        |
| Italia (bandiera)         | Alitalia                        |         |         |         |         |         |         | 15      |         |             |             |          |          |             |             | 11          |             |          |          |             |             |          |          | 26     |        |
| Stati Uniti (bandiera)    | American Flyers Airline         |         |         |         |         |         |         |         |         |             |             |          |          |             |             |             |             |          |          | 2           |             |          |          | 2      |        |
| Stati Uniti (bandiera)    | ATAircraft One                  |         |         |         |         |         |         |         |         | 2           |             |          |          |             |             |             |             |          |          | 4           |             |          |          | 6      |        |
| Stati Uniti (bandiera)    | Braniff                         |         |         |         |         |         |         |         |         |             |             |          |          |             |             | 7           |             |          |          |             |             |          |          | 7      |        |
| Stati Uniti (bandiera)    | Capitol Air                     |         |         |         |         |         |         |         |         | 3           |             |          |          |             |             |             |             |          |          | 4           |             |          |          | 7      |        |
| Canada (bandiera)         | CP Air                          |         |         |         |         |         |         | 6       |         | 1           |             |          |          |             |             |             |             |          |          | 4           |             |          |          | 11     |        |
| Stati Uniti (bandiera)    | Delta Air Lines                 | 6       |         |         |         |         |         |         |         | 15          |             |          |          | 13          |             |             |             |          |          |             |             |          |          | 34     |        |
| Stati Uniti (bandiera)    | Eastern Air Lines               |         |         | 15      |         |         |         |         |         | 1           |             |          |          | 17          |             |             |             |          |          | 6           |             |          |          | 39     |        |
| Finlandia (bandiera)      | Finnair                         |         |         |         |         |         |         |         |         |             |             |          |          |             |             | 3           |             |          |          |             |             |          |          | 3      |        |
| Stati Uniti (bandiera)    | Flying Tiger                    |         |         |         |         |         |         |         |         | 2           |             |          |          |             |             |             |             |          |          | 10          |             | 7        |          | 19     |        |
| Indonesia (bandiera)      | Garuda Indonesia                |         |         |         |         |         |         |         |         | 1           |             |          |          |             |             |             |             |          |          |             |             |          |          | 1      |        |
| Stati Uniti (bandiera)    | Heavylift Cargo Airlines        |         |         |         |         |         |         |         |         |             |             |          |          |             |             |             |             |          |          |             |             |          | 5        |        | 5      |
| Spagna (bandiera)         | Iberia                          |         |         |         |         |         |         |         |         | 8           |             |          |          |             |             |             |             |          |          | 6           |             |          |          | 14     |        |
| Giappone (bandiera)       | Japan Airlines                  |         |         |         |         | 5       |         |         |         | 12          |             |          |          | 9           |             | 10          |             | 5        |          |             |             |          |          | 41     |        |
| Paesi Bassi (bandiera)    | KLM                             |         |         |         |         | 7       |         |         |         | 12          |             |          |          |             |             |             |             |          |          | 11          |             |          |          | 30     |        |
| RD del Congo (bandiera)   | Lignes Aeriennes de Congolaises |         |         |         |         |         |         |         |         |             |             |          |          |             |             |             |             |          |          | 2           |             |          |          | 2      |        |
| Stati Uniti (bandiera)    | NASA                            |         |         |         |         |         |         |         |         |             |             |          |          |             |             |             | 1           |          |          |             |             |          |          |        |        |
| Stati Uniti (bandiera)    | National Airlines               |         |         | 3       |         |         |         |         |         | 7           |             |          |          | 2           |             |             |             |          |          |             |             |          |          | 12     |        |
| Stati Uniti (bandiera)    | Northwest Airlines              |         |         |         |         | 5       |         |         |         |             |             |          |          |             |             |             |             |          |          |             |             |          |          | 5      |        |
| Stati Uniti (bandiera)    | Pan Am                          |         |         |         |         | 20      |         |         |         |             |             |          |          |             |             |             |             |          |          |             |             |          |          | 20     |        |
| Stati Uniti (bandiera)    | Panagra Airways                 |         |         |         |         | 3       |         |         |         | 1           |             |          |          |             |             |             |             |          |          |             |             |          |          | 4      |        |
| Brasile (bandiera)        | Panair do Brasil                |         |         |         |         | 2       |         |         |         |             |             |          |          |             |             |             |             |          |          |             |             |          |          | 2      |        |
| Filippine (bandiera)      | Philippine Airlines             |         |         |         |         |         |         |         |         | 3           |             |          |          |             |             |             |             |          |          |             |             |          |          | 3      |        |
| Stati Uniti (bandiera)    | Samaritan's Purse               |         |         |         |         |         |         |         |         |             |             |          |          |             |             |             |             |          | 1        |             |             |          |          |        | 1      |
| Stati Uniti (bandiera)    | Saturn Airways                  |         |         |         |         |         |         |         |         |             |             |          |          | 2           |             |             |             |          |          |             |             |          |          | 2      |        |
| Svezia (bandiera)         | Scandinavian Airlines           |         |         |         |         | 7       |         |         |         | 3           |             |          |          |             |             | 9           |             | 1        |          | 6           |             |          |          | 26     |        |
| Stati Uniti (bandiera)    | Seaboard World Airlines         |         |         |         |         |         |         |         |         | 4           |             |          |          |             |             |             |             |          |          | 12          |             |          |          | 16     |        |
| Perù (bandiera)           | SkyBus Jet Cargo                |         |         |         |         |         |         |         |         |             |             |          |          |             |             |             |             |          |          |             |             |          | 2        |        | 2      |
| Svizzera (bandiera)       | Swissair                        |         |         |         |         | 3       |         |         |         | 1           |             |          |          |             |             | 7           |             |          |          |             |             |          |          | 11     |        |
| Stati Uniti (bandiera)    | Trans Carib Air                 |         |         |         |         |         |         |         |         | 6           |             |          |          | 3           |             |             |             |          |          |             |             |          |          | 9      |        |
| RD del Congo (bandiera)   | Trans Air Cargo Service         |         |         |         |         |         |         |         |         |             |             |          |          |             |             |             |             |          | 1        |             |             |          | 1        |        | 2      |
| Stati Uniti (bandiera)    | Transamerica Airlines           |         |         |         |         |         |         |         |         | 2           |             |          |          | 3           |             |             |             |          |          | 7           |             |          |          | 12     |        |
| Francia (bandiera)        | Union Aéromaritime de Transport |         |         |         |         | 2       |         |         |         |             |             |          |          |             |             |             |             |          |          |             |             |          |          | 2      |        |
| Stati Uniti (bandiera)    | United Airlines                 | 20      |         | 17      |         |         |         |         |         | 13          |             | 15       |          | 30          |             | 10          |             |          |          |             |             |          |          | 105    |        |
| Stati Uniti (bandiera)    | Universal Airlines              |         |         |         |         |         |         |         |         |             |             |          |          | 2           |             |             |             |          |          |             |             |          |          | 2      |        |
| Francia (bandiera)        | UTA                             |         |         |         |         | 3       |         |         |         | 2           |             |          |          |             |             | 4           |             |          |          |             |             |          |          | 9      |        |
| Venezuela (bandiera)      | VIASA                           |         |         |         |         |         |         |         |         | 2           |             |          |          |             |             |             |             |          |          | 2           |             |          |          | 4      |        |
| Stati Uniti (bandiera)    | World Airways                   |         |         |         |         |         |         |         |         |             |             |          |          |             |             |             |             |          |          | 3           |             |          |          | 3      |        |
| TOTALE                    | TOTALE                          | 26      | 0       | 36      | 0       | 57      | 0       | 32      | 0       | 128         | 0           | 15       | 0        | 88          | 0           | 61          | 1           | 6        | 2        | 100         | 0           | 7        | 8        | 556    | 10     |

## Timeline e grafico
|          |      | 1955 | 1956 | 1957 | 1958 | 1959 | 1960 | 1961 | 1962 | 1963 | 1964 | 1965 | 1966 | 1967 | 1968 | 1969 | 1970 | 1971 | 1972 | Totale |
| -------- | ---- | ---- | ---- | ---- | ---- | ---- | ---- | ---- | ---- | ---- | ---- | ---- | ---- | ---- | ---- | ---- | ---- | ---- | ---- | ------ |
| Ordini   | DC-8 | 73   | 39   | 10   | 10   | 18   | 4    | 21   | 24   | 20   | 30   | 70   | 116  | 57   | 36   | 16   | 8    | 4    | –    | 556    |
| Consegne | DC-8 | –    | –    | –    | –    | 21   | 91   | 42   | 22   | 19   | 20   | 31   | 32   | 41   | 102  | 85   | 33   | 13   | 4    | 556    |

     Ordini
     Consegne